# De Huffelen
De Huffelen is een gemengd loof- en naaldbos met waterplassen in de Belgische provincie Antwerpen. Het terrein heeft een oppervlakte van 15 hectare waarvan 8 hectare waterplassen (visvijvers) en wandelpad.

## Geschiedenis
Het bosgebied maakt deel uit van de vroegere Abtsheide gelegen in het noorden van Beerse. In 1300 schonk hertog Jan II van Brabant de Abtsheide aan de Sint-Michielsabdij van Antwerpen. Het was een uitgestrekt gebied met landduinen, moerassen en vennen met hier en daar een vliegden, berk, eik en struikgewas. In 1532 kreeg de gemeente Beerse tegen vergoeding de gebruiksrechten van de gronden van de Sint-Michielsabdij. In 1666 heeft de gemeente Beerse de Abtsheide gekocht. De inwoners mochten schapen laten grazen, heide maaien, turf steken, moer baggeren. Ook werden hier bijenkorven geplaatst en bezemrijen gekapt.
In 1777 vaardigde keizerin Maria Theresia een ordinantie uit welke de gemeente verplichtte om de woeste gronden te ontginnen of te verkopen voor ontginning. In 1820-1823 werden door de gemeente Beerse vage gronden en heide verkocht voor ontginning. Een van de voorwaarden was dat er geen woningen mochten worden opgericht. 
In 1865 werd het kanaal Dessel-Schoten gegraven. Langs het kanaal werden verschillende steenfabrieken opgericht en in de onmiddellijke omgeving werden verschillende kleiputten gegraven. In 1974 kocht de gemeente Beerse deze oude kleiputten. Het is een visrijk water waar alleen de inwoners van Beerse op mogen vissen met een gemeentelijk visverlof.

## Fauna en flora
De Huffelen is een gemengd loof- en naaldhoutbos. Er is een spontane ontwikkeling van verschillende bomen en struiken. De struiklaag wordt onder andere gevormd door zwarte els, lijsterbes, trilpopulier en andere. Bramen, blauwe bosbes, varens, mossen treft men aan in de bodemvegetatie. Door de aanwezigheid van de viswaters komen hier verscheidene watervogels, zangvogels en roofvogels voor. Er zijn verschillende soorten insecten, vlinders en amfibieën waar te nemen. Knaagdieren zoals haas, konijn en eekhoorn zijn regelmatige gasten in dit gebied.